# 瀧神社 (新城市)
瀧神社（たきじんじゃ）は、愛知県新城市大海にある神社。社格は旧村社。本殿が登録有形文化財。10月の祭礼では手筒花火が打ち上げられる。

## 祭神
- 綿津見神[1]

## 歴史
社伝によると、延久年間（1069年～1073年）に瀧大明神を祀ったのが創始だった。豊川の右岸（西岸）にあり、境内東側の下を豊川が流れている。
本殿は寛文12年（1672年）に建てられた。明和6年（1769年）には屋根が改修された。
1872年（明治5年）10月12日に村社に列格され、1919年（大正8年）10月21日に供進指定社となった。大正時代には覆殿や渡殿などが改築された。
1993年（平成5年）秋、拝殿・渡殿・覆殿・社務所・山車庫の総改築が完了した。
2013年（平成25年）12月24日、本殿が登録有形文化財として登録された。

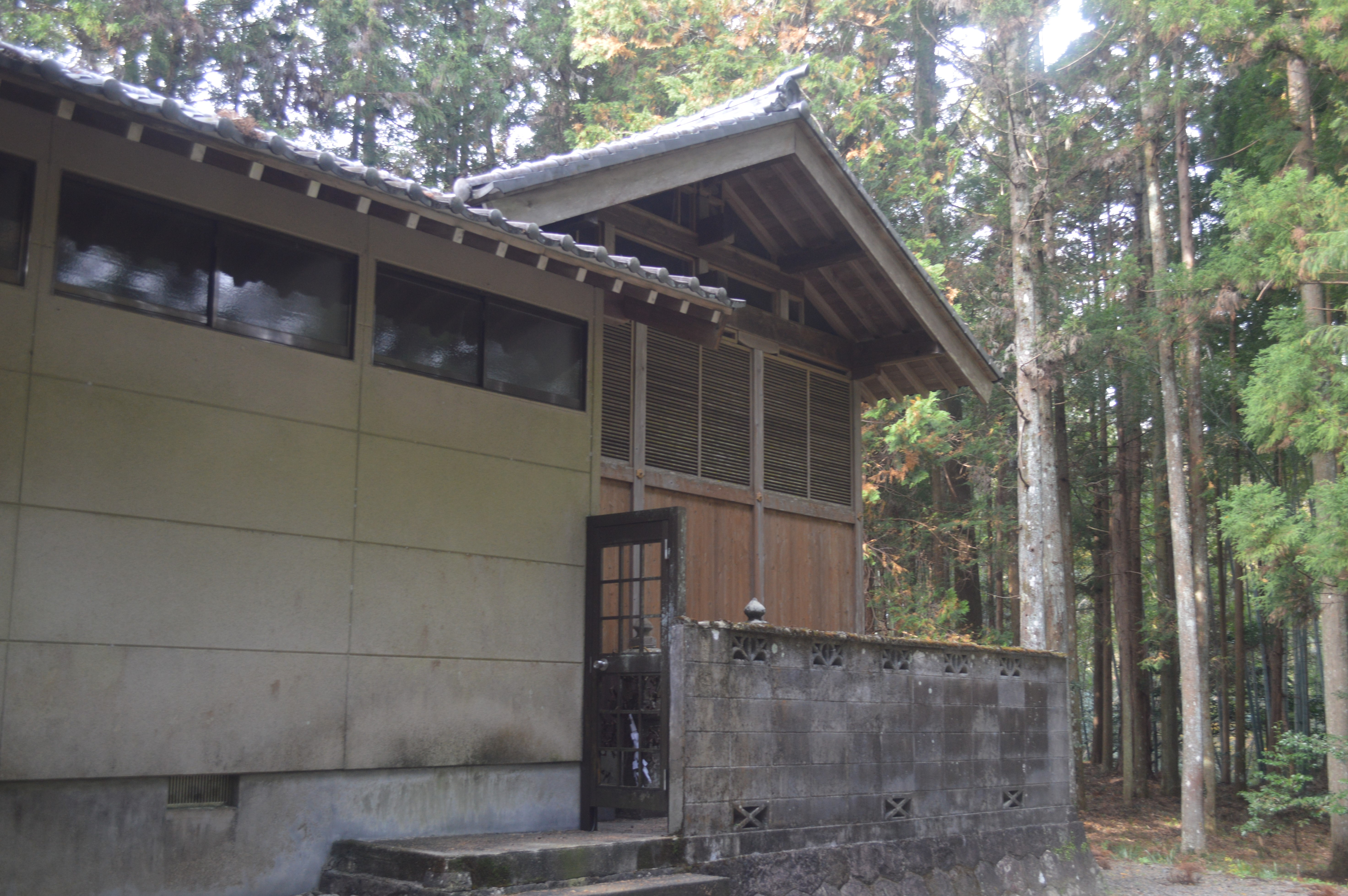
覆殿に覆われた本殿
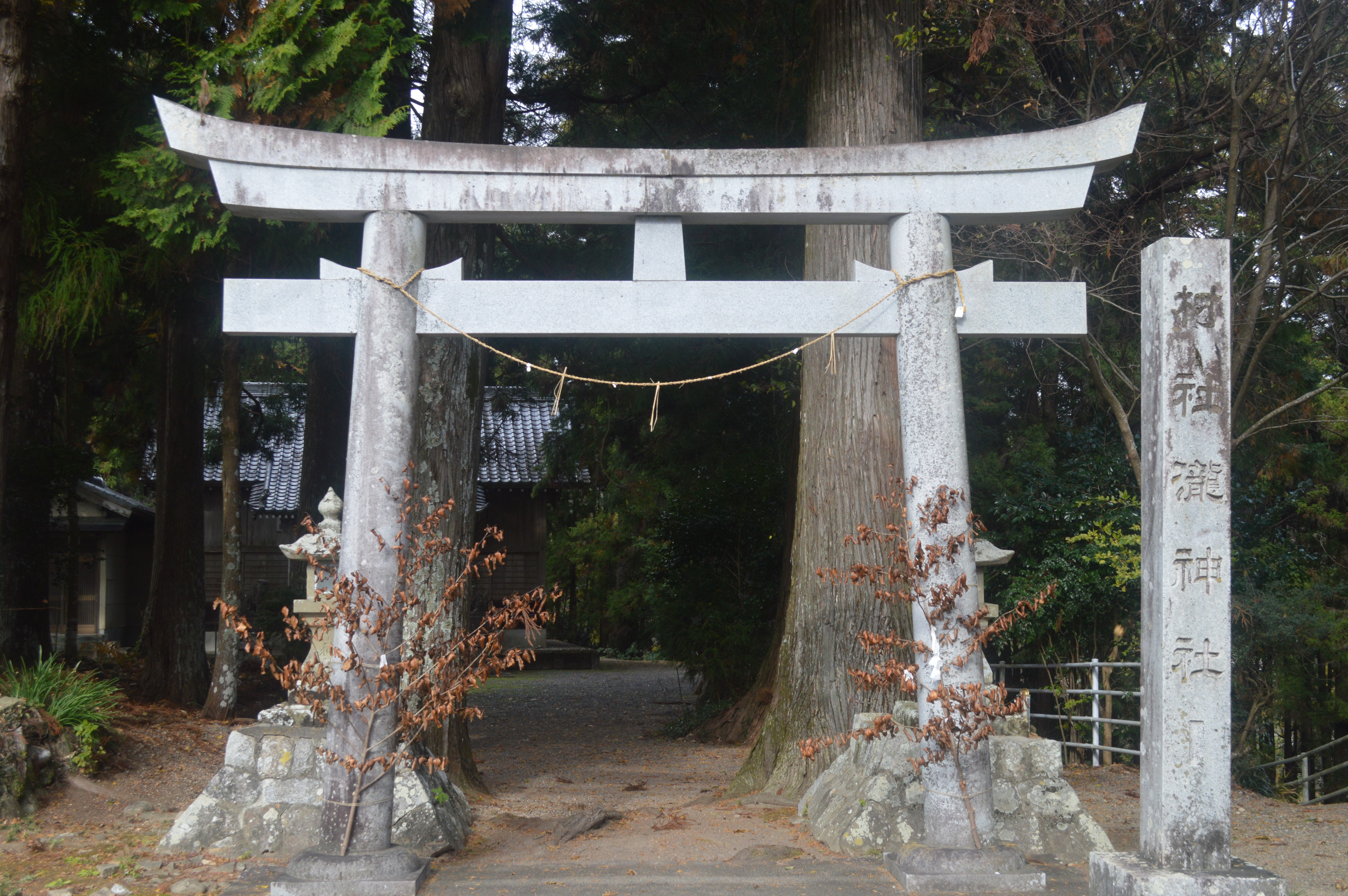
鳥居
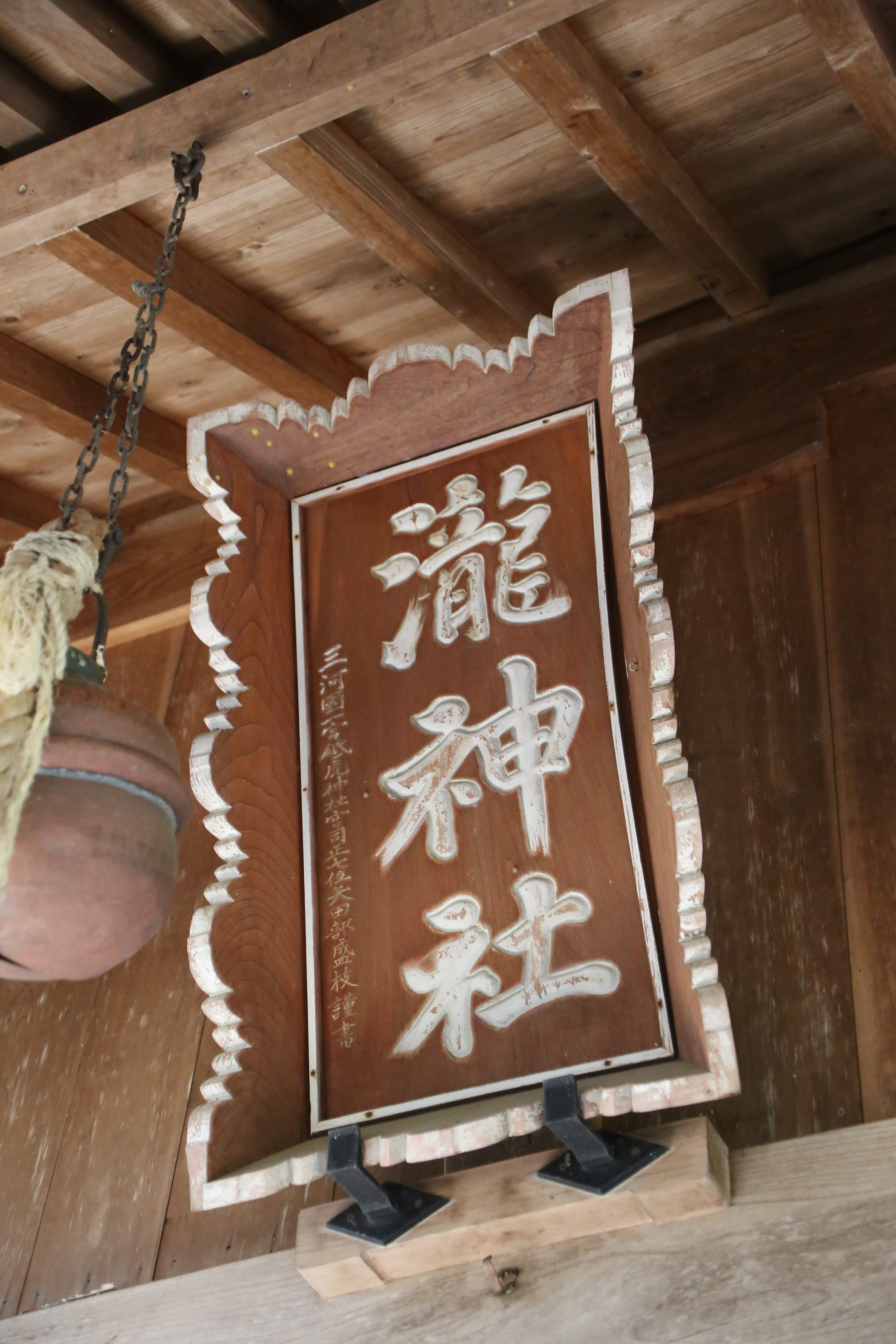
神額
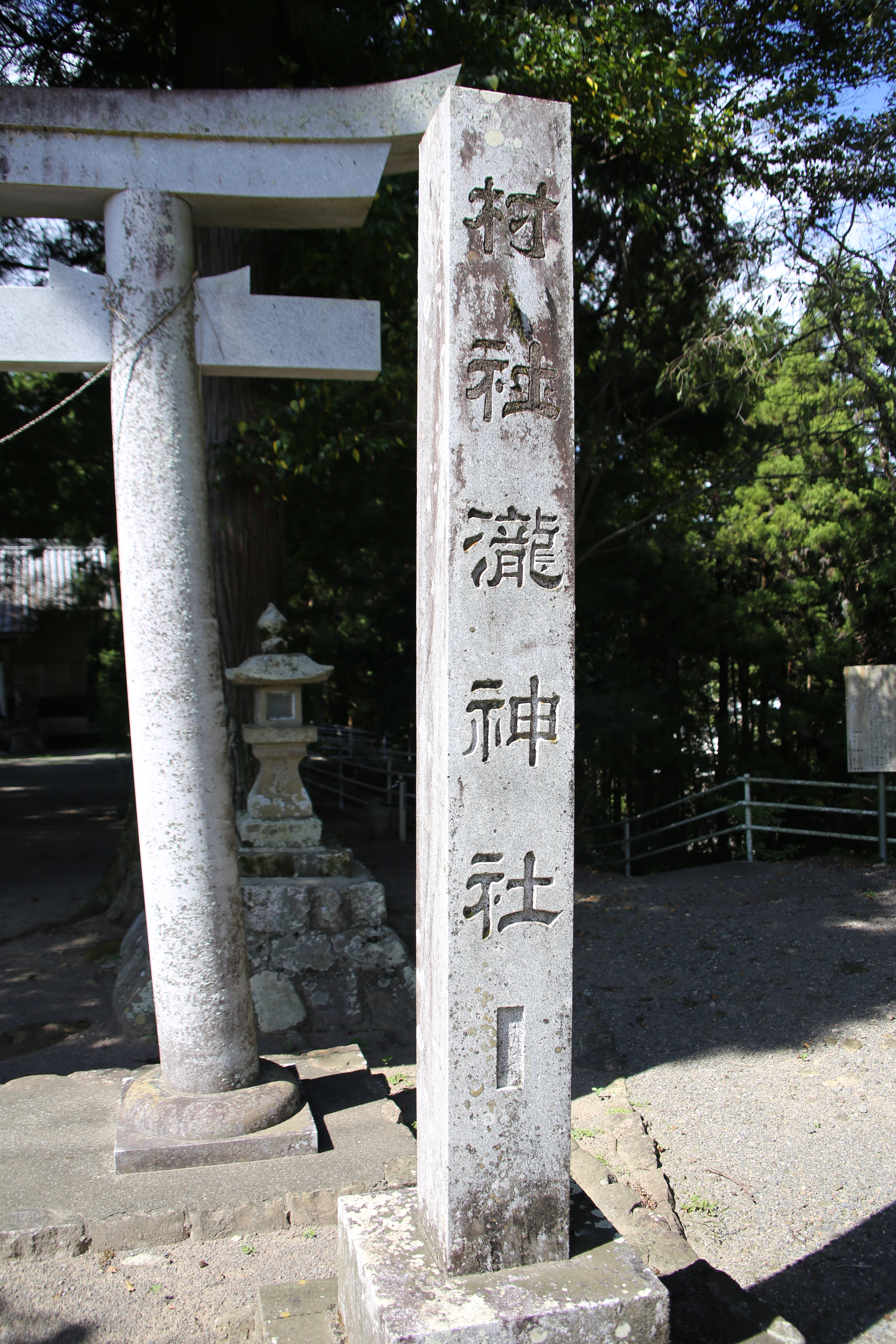
社号標

## 文化財

### 登録有形文化財
- 本殿
  - 一間社流造、こけら葺[2]。建築面積2.4平方メートル[WEB 2]。江戸中期の寛文12年（1672年）に建てられた[2]。2013年（平成25年）12月24日に登録有形文化財に登録された[WEB 2]。登録理由は「国土の歴史的景観に寄与しているもの」[WEB 1]。

## 現地情報
所在地
- 愛知県新城市大海字宮ノ前1番地[1]

交通アクセス
- JR飯田線大海駅から徒歩15分[2]

### WEB
1. 1 2 3 4 5  “瀧神社本殿”.   新城市. 2024年12月2日閲覧。
2. 1 2 3  “瀧神社本殿”. 国指定文化財等データベース.   文化庁. 2024年9月19日閲覧。

### 書籍
1. 1 2 3 4 5  愛知県神社庁 1992, p. 729.
2. 1 2 3 4 5  日本建築家協会東海支部愛知地域会保存研究会 2023, p. 28-29.